# Al Hobman
Allan "Al" Hobman (23 de abril de 1925 – 21 de setembro de 2008) foi um lutador de wrestling profissional neozelandês, além de treinador e promotor de eventos do segmento. Hobman foi um dos primeiros astros neozelandeses criados na promoção Dominion Wrestling Union, e mais tarde desenvolvido na All Star-Pro Wrestling de Steve Rickard, entre as décadas de 1960 e 1970, assim como Tony Garea, Peter Maivia e os The Sheepherders. Ele conquistou por 2 vezes o título NWA New Zealand Heavyweight Championship, uma vez vencendo John Da Silva em 1960 e outra superando Steve Rickard em 1964, e com seus períodos combinados, teve um reinado de 6 anos como campeão. Aliando-se à Rickard, eles também foram os primeiros campeões de "Tag Team" da Nova Zelândia.
Antes do wrestling, Hobman teve uma carreira de sucesso jogando rugby no Rongotai College, além de ter sido um fisiculturista profissional vencedor de competições como Mr. Australasia e Mr. New Zealand, em 1951.
Hobman lutou wrestling ao redor do mundo durante sua carreira, mais frequentemente tendo apresentado-se nos territórios da Asia e do Pacífico Sul. Porém também teve participações prestigiosas nos Estados Unidos, a mais notável sendo um confronto com o Campeão Mundial dos Pesos-Pesados NWA Gene Kiniski em 1969. Foi um promotor de eventos do wrestling de sucesso tanto antes quanto durante sua carreira, trabalhando principalmente com a Central Wrestling Association de Da Silva, e ainda treinou um módico grupo de lutadores de wrestling juntamente com Bruno Bekkar na famosa Koolmans Gym, incluindo Jock Ruddock e Butch Miller. Dois de seus quatro filhos, Kurt e Linda Hobman, tornaram-se também lutadores de wrestling. O velho Hobman ainda promoveu a primeira luta de wrestling profissional feminino do país, luta esta entre sua filha e a atleta Monica Schumaker.
Ele figurava entre muitas outras grandes lendas do wrestling da Nova Zelândia envolvidas na promoção Kiwi Pro Wrestling, uma das primeiras a surgir após a dissolução da All Star-Pro Wrestling em 1992. Foi indutado no "Hall da Fama" da neozelandesa KPW em 2006. Também compareceu a eventos ao vivo e fez ainda outras aparições públicas até sua súbita morte dois anos mais tarde. Em 2009, menos de 1 ano após seu falecimento, Al Hobman foi colocado na #5 posição no ranking dos 10 maiores lutadores de wrestling da Nova Zelândia pela revista Fight Times.

## Carreira

### Carreira no atletismo e posterior nowrestling
Um residente natural de Wellington, Allan Hobman era ativo nos esportes e atletismo desde muito jovem, e começou a jogar rugby no Rongotai College na posição de lock para o time Oriental Rongotai. Hobman pesava cerca de 75 kg na época, e sofria constantes lesões ao enfrentar oponentes entre 100 e 130 kg. Logo, ele foi apresentando ao levantamento de peso por um de seus amigos e, aliando uma dieta balanceada e um regime de treinos regulares, gradualmente aumentou sua massa corpórea para algo em torno de 110 kg. No intuíto de melhorar sua performance no rugby, Hobman cultivou uma carreira fisiculturista profissional e terminou por vencer os torneios Mr. Australasia e Mr. New Zealand em 1951.
Hobman empenhou muito de seu tempo treinando do renomado Koolman's Gym de Anton Koolmann em Wellington, onde também fazia sparring para lutadores de boxe e lutadores de wrestling tanto neozelandeses quanto estrangeiros. Foi durante este período que Al Hobman tornou-se muito interessado numa carreira profissional como lutador de wrestling, o qual ele descreveu como um "chamado", e assim começou a apresentar-se no wrestling para promotores através do país ao fim da década de 1950. Sua estreia foi contra o australiano Rick Wallace, na qual acabou sendo derrotado por 3 quedas contra 2 numa luta sob regras two out of three falls match no Wellington Town Hall. Lutando pela promoção New Zealand Wrestling Union, logo ele tornou-se um rosto conhecido na Nova Zelândia, lutando para fãs em quase todas as cidades e estados "de Kaitaia à Invercargill". Hobman logo foi convidado para sua primeira turnê por terras estrangeiras pelo promotor grego George Gardiner, turnê esta na qual visitaria a Austrália e seguiria para aparições nos Estados Unidos, Canadá e territórios do Pacífico Sul; mais especificamente as Ilhas Cook, Tahiti, Fiji, Malásia e Singapura. Ele ainda foi levado ao Japão pelo Campeão Commonwealth, o canadense Gordon Nelson.

### Astro principal entre 1960 e 1970
Hobman não só fora um formidável lutador de wrestling recorrente em shows internacionais, como também era um dos principais astros em seu país natal. Isto foi consolidado por grandes confrontos no Wellington Town Hall contra nomes famosos como The Great Zorro, Tony "The Greek" Kontellis, John Da Silva, Pat O'Connor e Bruno Bekkar entre outros. Um de seus confrontos contra Becker em New Plymouth trouxe Lofty Blomfield juiz convidado da luta. O capital angariado nesta luta foi doado à Intellectually Handicapped Children’s Society, ONG de apoio para crianças neozelandesas com deficiências mentais, da qual Blomfield era presidente. Em 26 de outubro de 1960, Hobman derrotou Da Silva pelo NWA New Zealand Heavyweight Championship que estava vago na ocasião. Ele conquistou o título por uma segunda vez contra Steve Rickard em 1964 e manteve o cinturão por 3 anos antes de perde-lo para Da Silva em Wellington, isto em 7 de setembro de 1967; seus dois reinados de campeão juntos totalizam quase 6 anos. Hobman e Rickard também viriam a sagrarem-se os primeiros campeões de "Tag Team"da Nova Zelândia. Em 22 de abril de 1969, Hobman lutou contra Gene Kiniski pelo NWA World Heavyweight Championship no solo americano de Portland no Oregon.
Muito de sua carreira inicialmente foi empenhada na promoção afiliada da NWA, a All Star-Pro Wrestling de Steve Rickard, mas ele ainda competiu por pequenas promoções como a South Pacific Wrestling Association e a Central Wrestling Association de John Da Silva. Ao final da década, ele tornou-se um promotor para a CWA, assim comoa treinou juntamente com Bruno Bekkar e George Kidd alguns lutadores de wrestling no mesmo Koolmans Gym no qual treinou quando jovem. Entre seus estudantes estavam Jock Ruddock e Butch Miller. Dentre seus quatro filhos, a chama do wrestling acendeu-se em dois deles: Kurt e Linda Hobman, que tornaram-se também lutadores de wrestling profissional como o pai. Al Hobman mais tarde, promoveu a primeira luta de wrestling feminino da história. O confronto foi entre sua filha, que lutava sob a alcunha de Linda Tyson, e a filha do lutador holandês de wrestling profissional Willen Schumaker, a garota Monica Schumaker. Antes de 1973, o wrestling feminino era ilegal na Nova Zelândia. Hobman fazia também participações corriqueiras no popular programa televisivo On the Mat.

### Aposentadoria e últimos anos
Aposentando-se na década de 1980, ele permaneceu ausente da indústria por um quarto de século até a abertura da promoção Kiwi Pro Wrestling, em maio de 2006. Foi uma das primeiras promoções fundadas desde o fechamento da All Star-Pro Wrestling em 1992, uma das três maiores companhias a surgirem durante a década de 2000, tendo Hobman como o seu mais forte entusiastas. Ele apareceu em muitos dos eventos ao vivo da marca e foi uma das muitas lendas do wrestling da Nova Zelândia a ser entrevistado pelo site KiwiProWrestling.co.nz. Allan Hobman foi ainda indutado no New Zealand Wrestling Hall of Fame pelo ex-discípulo e comissionário da KPW Butch Miller, numa cerimônia ocorrida em 8 de dezembro de 2006, na qual também foram indutados Bob Crozier, Bruno Bekkar e Rip Morgan. Ele e outros veteranos também trabalharam com os novos talentos da KPW, e permaneceu firmemente associado à promoção até a sua inesperada morte em sua residência. Allan Hobman faleceu em 21 de setembro de 2008.
Um mês após sua morte, Kurt Hobman, Steve Rickard, Bruno Bekkar, Juno Huia, Cowboy Billy Wright, Ricky Wallace e Bob Crozier participaram de uma super-escalação de lutas da KPW para o evento "Halloween Howl 3" ocorrido na clássica Wellington High School num tributo à morte de Hobman; sendo que o principal evento da noite entre o Campeão dos Pesos-Pesados KPW H-Fame e seu oponente Inferno foi dedicado à memória de Hobman. Em uma declaração no site da KPW, o locutor do programa Off the Ropes Blair "The Flair" Rhodes escreveu "O Sr. Hobman foi renomado por sua esportividade exemplar nos ringues, e será sempre lembrado por seus mais próximos amigos e familiares por ser um verdadeiro cavalheiro fora dos ringues. Sendo tal homem de tamanho caráter, o Sr. Hobman foi um verdadeiro embaixador para os negócios do wrestling profissional". Cinco meses depois, ele foi classificado como o #5 entre os 10 maiores wrestlers da Nova Zelândia pela publicação Fight Times Magazine.

## Títulos e prêmios
Os títulos estão dispostos com seus nomes originais.

### Fisiculturismo
- Mr. Australasia (em 1951)
- Mr. New Zealand (em 1951)

### Wrestling Profissional
- Kiwi Pro Wrestling
  - New Zealand Wrestling Hall of Fame (Classe de 2006)
- NWA New Zealand
  - NWA New Zealand Heavyweight Championship (2 vezes)[12]
  - NWA New Zealand Tag Team Championship (1 time, first) - with Steve Rickard[4]